# Alan Bean
Alan LaVern Bean (* 15. März 1932 in Wheeler, Texas; † 26. Mai 2018 in Houston, Texas) war ein US-amerikanischer Astronaut. Er war der vierte Mensch auf dem Mond.

## Beginn der Karriere
Alan Bean machte seinen Schulabschluss an der Paschal High School in Fort Worth (Texas). Anschließend studierte er an der University of Texas und erlangte 1955 den Ingenieursgrad im Bereich Luftfahrttechnik. Im selben Jahr trat er der US Navy bei, erwarb seinen Pilotenschein und wurde einer Angriffsstaffel in Jacksonville (Florida) zugeteilt. Nach vierjähriger Dienstzeit besuchte er die Testpilotenschule der Marine und arbeitete schließlich an der Erprobung neuer Flugzeugtypen mit.

## Bei der NASA
Bean bewarb sich bei der NASA für die zweite Astronautengruppe, wurde aber nicht angenommen. Bei der nächsten Bewerbung hatte er Erfolg und wurde am 17. Oktober 1963 von der NASA zusammen mit 13 anderen Bewerbern der Öffentlichkeit vorgestellt.

### Gemini
Ab Februar 1965 übernahm Bean im Gemini-Programm als Spezialgebiet die Bergungssysteme der Raumschiffe. Im Dezember 1965 arbeitete er für die Flüge von Gemini 7 und Gemini 6 als Verbindungssprecher (Capcom) von Cape Canaveral aus.
Tragischerweise war es der Tod zweier Astronauten-Kollegen, der Beans Karriere voranbrachte. Elliot See und Charles Bassett kamen am 28. Februar 1966 bei einem Flugzeugabsturz ums Leben, und Alan Bean gehörte zu der siebenköpfigen Kommission, die die Absturzursache untersuchen sollte. See und Bassett waren für Gemini 9 vorgesehen gewesen, so dass es zu Umschichtungen in den Mannschaftszuweisungen kam, wodurch Bean als Ersatzkommandant von Gemini 10 eingeteilt wurde. Obwohl er noch keine Weltraumerfahrung hatte, war Bean somit der erste Astronaut der dritten Auswahlgruppe, der für ein Kommando nominiert wurde.
Für den Flug von Gemini 11 im September 1966 arbeitete er wieder als Verbindungssprecher, dieses Mal von der Flugleitzentrale in Houston aus.

### Apollo Application Program
Im Anschluss an das Gemini-Programm wurde Bean dem Apollo Applications Program zugeteilt. Aufgabe dieser Abteilung war es, neben den Mondlandungen noch weitere Anwendungsmöglichkeiten für die Apollo-Raumschiffe und Saturn-Raketen zu untersuchen. Das einzige Projekt, das hiervon später realisiert wurde, war die Raumstation Skylab.

### Apollo

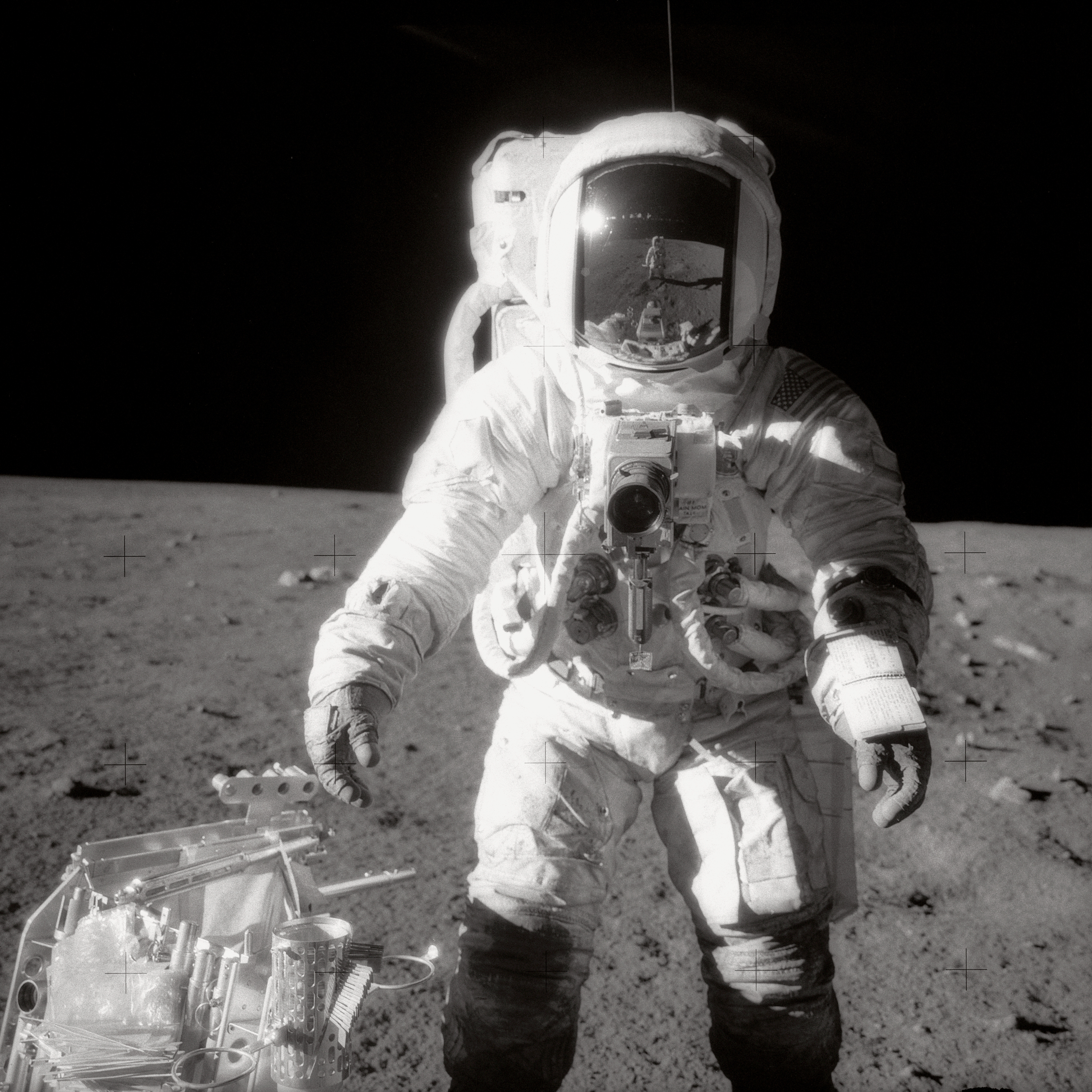
Alan Bean auf dem Mond

Auch Beans zweiter Einteilung als Ersatzmann ging der Tod eines Kollegen voraus. Clifton Williams war als Ersatzpilot für die Mondlandefähre der zweiten Apollo-Mission eingeteilt, starb aber bei einem Flugzeugabsturz am 5. Oktober 1967, worauf sich der Ersatzkommandant Pete Conrad dafür einsetzte, dass Bean ins Team rücken sollte. So wurde Bean Ersatzmann für den ersten Einsatz eines Piloten für die Mondlandefähre.
Ursprünglich war dies als zweiter bemannter Apollo-Flug mit der Bezeichnung Apollo 8 geplant gewesen, so dass sich Conrad, Gordon und Bean Hoffnungen machen konnten, als Hauptmannschaft für Apollo 11 eingeteilt zu werden, was der frühestmögliche Versuch einer Mondlandung werden konnte. Durch eine Umplanung der Flüge wurde der Mondfährentest jedoch zu Apollo 9. Nach deren erfolgreichem Flug im März 1969 wurden Conrad, Gordon und Bean am 10. April 1969 wie erwartet zur Hauptmannschaft von Apollo 12 ernannt. Bean war inzwischen der einzige Astronaut der dritten Auswahlgruppe ohne Weltraumeinsatz.
Beim Start von Apollo 12 wurde die Rakete von einem Blitz getroffen, was zum Verlust sämtlicher Telemetriedaten führte. John Aaron, ein junger Mitarbeiter in der Flugleitung, ließ über den Capcom die Aufforderung „SCE to AUX“ ausrichten. Bean war der einzige, der dieses ungewöhnliche Kommando verstand, schaltete die Datenaufbereitungsanlage SCE auf Notbetrieb (AUX) und stellte damit die Telemetrieübertragung wieder her.

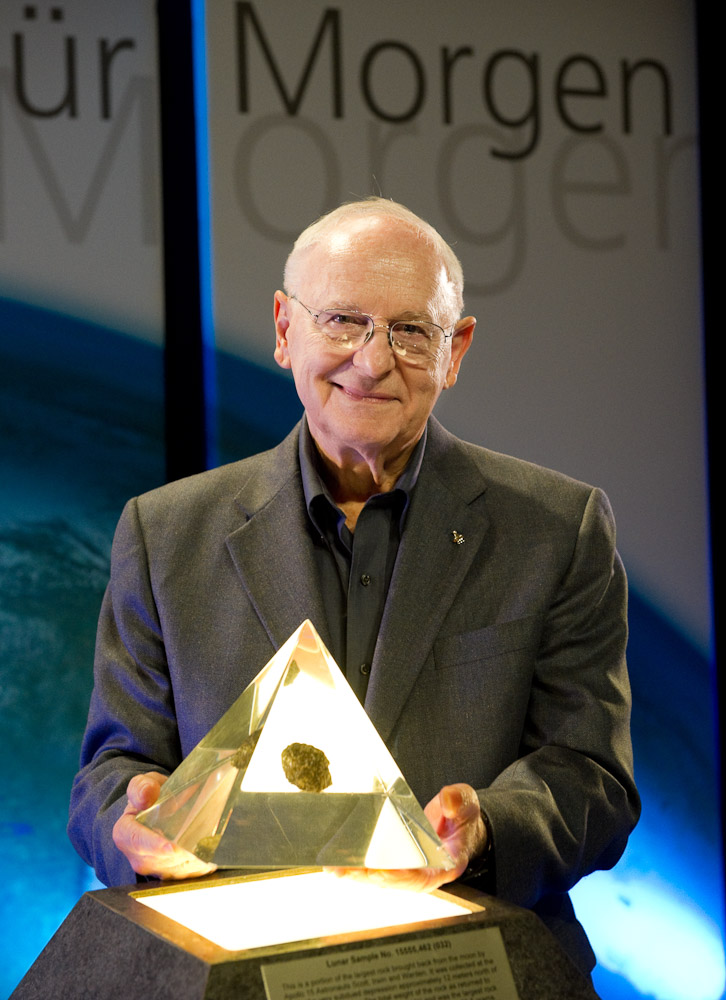
Alan Bean überreicht der Ausstellung Sternstunden im Gasometer Oberhausen im März 2010 ein Stück Mondgestein

Am 19. November 1969 betrat Alan Bean als vierter Mensch den Mond, wo er eine Isotopenbatterie zur Energiegewinnung für verschiedene Experimente aufstellte und in Betrieb nahm. Er hielt sich insgesamt 7 Stunden und 45 Minuten außerhalb der Mondfähre „Intrepid“ auf.
Alan Beans zweiter Weltraumeinsatz war das Kommando der Mission Skylab 3. Hier stellte er mit seinen Kollegen Owen Garriott und Jack Lousma zwischen dem 29. Juli und 25. September 1973 mit 59 Tagen einen neuen Langzeitweltrekord auf, der allerdings kurz darauf von Skylab 4 wieder gebrochen wurde.
Für das Apollo-Sojus-Test-Projekt im Juli 1975 war Bean als Ersatzkommandant eingeteilt, kam aber nicht zum Einsatz.

### Manager-Tätigkeit
Im Oktober 1975 trat Alan Bean im Rang eines Kapitäns zur See ('Captain') aus den Diensten der US-Marine aus, blieb aber der Astronautentrainingsgruppe als deren ziviler Chef erhalten. Am 26. Februar 1981 trat er auch von den NASA-Diensten zurück.

## Karriere als Künstler

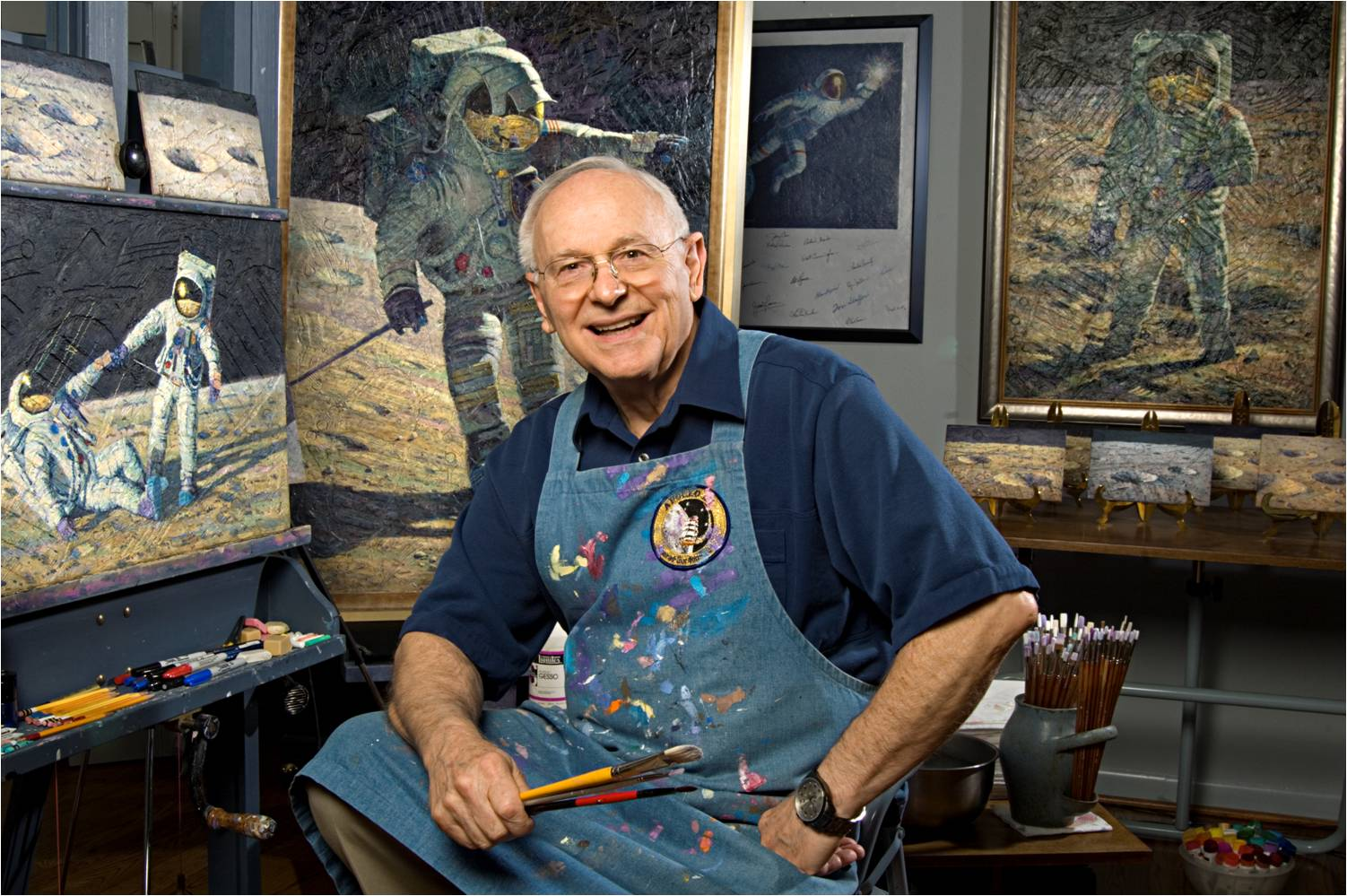
Alan Bean vor seiner Staffelei in seinem Kunstatelier in Houston, 14. Oktober 2008.

Bereits während seiner Zeit als Testpilot widmete sich Bean der Malerei. Nach seinem Ausscheiden aus der NASA machte er dieses Hobby zum Beruf und baute sich dafür ein kleines Studio in Houston auf. Viele seiner Werke, die sich meist mit der Weltraumfahrt und dem Aufenthalt auf dem Mond beschäftigen, sind im Internet zu sehen.

## Privates
Alan Bean war in zweiter Ehe verheiratet und hatte einen Sohn und eine Tochter aus erster Ehe. Er starb am 26. Mai 2018 im Alter von 86 Jahren im Houston Methodist Hospital in Houston – zwei Wochen nachdem er sich während einer Reise in Fort Wayne, Indiana, plötzlich krank gefühlt hatte und ein Krankenhaus hatte aufsuchen müssen.

## Auszeichnungen und Ehrungen
Der Asteroid (13606) Bean ist nach ihm benannt.

## Belege
1. 1 2  Family Release Regarding the Passing of Apollo, Skylab Astronaut Alan Bean. In: nasa.gov. 26. Mai 2018, abgerufen am 1. August 2024 (englisch).
2. ↑  Friedrich Schütze-Quest: Hallo Erde hier ist der Mond. (mp3-Audio; 49 MB; 53:29 Minuten) In: MDR Kultur. 1997, abgerufen am 1. August 2024.

| Personendaten    | Personendaten                    |
| ---------------- | -------------------------------- |
| NAME             | Bean, Alan                       |
| ALTERNATIVNAMEN  | Bean, Alan LaVern; Bean, Alan L. |
| KURZBESCHREIBUNG | US-amerikanischer Astronaut      |
| GEBURTSDATUM     | 15. März 1932                    |
| GEBURTSORT       | Wheeler, Texas                   |
| STERBEDATUM      | 26. Mai 2018                     |
| STERBEORT        | Houston, Texas                   |